# Bataille de La Puerta (juin 1814)
Pour l’article homonyme, voir Bataille de La Puerta.
Campagne des vallées d'Aragua et du Tuy
(Guerre d'indépendance du Venezuela)
Batailles
m
- Santa Catalina (es)
- Mosquiteros (es)
- San Marcos (es)
- La Puerta (1re) (es)
- La Victoria
- Charallave
- San Mateo (es)
- Ocumare del Tuy (es)
- Bocachica (es)
- Magdaleno
- Yuma
- Güigüe
- La Puerta (2e)
- Valencia

La bataille de La Puerta a lieu le 15 juin 1814 dans les gorges de La Puerta, près du fleuve Sémen et de San Juan de Los Morros, dans l'actuel État de Guárico, entre les troupes de la deuxième République du Venezuela, dirigées par Simón Bolívar, et celles de l'armée royaliste, constituées majoritairement de cavaliers llaneros, commandés par José Tomás Boves. Elle se termine par la déroute totale des troupes de la deuxième République du Venezuela. José Tomás Boves s'ouvre la route de Caracas et entre dans cette ville le 7 juillet, alors que Bolivar et ses hommes se réfugient dans l'est du Venezuela.